# Общая городская дума
Общая городская дума — орган самоуправления города Москвы. Существовала с 1786 по 1799 и с 1802 по 1872 годы.
Новое учреждение городского самоуправление начало функционировать с 15 января 1786 года на основании подписанной 21 апреля 1785 года Грамоты на права и выгоды городам Российской Империи.
Общая городская дума выбиралась на три года. Собственники недвижимости и посадские люди выбирали по одному гласному от каждой части Москвы. По одному гласному избиралось от каждой из купеческих гильдий. Ремесленники избирали по одному гласному от каждого цеха. От каждого подразделения именитых граждан (при условии, что в нём состоит не менее 5 человек) избиралось по одному гласному.
Изначально в состав Общей городской думы входил городской голова, 15 гласных об собственников недвижимости («настоящих городских обывателей»), 3 представителей купеческих гильдий, 16 от цеховых, 15 — от мещанства, 12 — от иностранцев (по одному от каждой диаспоры) и одного от «именитых граждан».
Срок действия Общей городской думы регулировался Грамотой на права и выгоды городам Российской Империи. Там же было указано обязательство провести хотя бы одно заседание за срок действия полномочий гласных думы, или чаще по мере возникновения различных вопросов, при этом регулярность внеочередных собраний никак не регулировалась.
Из числа гласных Общей городской думы избирался состав исполнительного органа — Шестигласной думы.17 января 1799 года именным указом Павла I Общая городская дума была упразднена, 12 февраля 1802 года была восстановлена. По некоторым историческим свидетельствам, Дума не вела фактической деятельности вплоть до 1829 года. Это сказалось на ведении городских дел, и для расширения полномочий думу и оптимизации управления городским хозяйством в 1846 году было утверждено Положение об общественном управлении Санкт-Петербурга, 20 марта аналогичное Положение появилось в Москве.
В 1863 году была избрана обновлённая в соответствии с новым Положением Общая городская дума. Состав Думы избирался один раз в три года. Для этого созывались собрания выборных от каждого сословия по 100 человек каждый. От каждого собрания в Думу избиралось по 35 человек. Благодаря этому в Думе каждое сословие было представлено в равной пропорции. В Общую городскую думу входило 186 человек: городской голова, 5 старшин от сословий, 5 их товарищей и 175 гласных.
12 декабря 1866 года Александр II утвердил мнение Государственного совета, согласно которому кандидаты в гласные Общей городской думы также должны были стать выборными должностями и их число не должно было превышать 1/3 гласных.
Проводилось два вида собраний Думы: обыкновенные (созывались не реже двух раз в год для рассмотрения финансовых вопросов города и общих вопросов городского хозяйства), а также чрезвычайные, организуемые по мере возникновения срочных вопросов. О проведении каждого собрания городской голова обязательно информировал военного генерал-губернатора (с 1865 года — генерал-губернатора).
Общая городская дума составляла общественные приговоры — распоряжения по городскому хозяйству, которые должны были исполняться Распорядительной думой.
В соответствии с утверждённым в 1862 году Положением об общественном управлении города Москвы, Общая городская дума должна была рассматривать все вопросы, касающиеся городского хозяйства города, а также рассматривать сметы Распорядительной думы.
С момента создания Общая городская дума занималась упорядочением бюджета Москвы. Благодаря оптимизации финансовой системы города удалось выделить средства на создание пяти начальных училищ для девочек, оказывать финансовую поддержку женским гимназиям, платить стипендии студентам Московского университета и воспитанникам мужских и женских гимназий города. Было принято под покровительство Арнольдовское училище для глухонемых, ранее содержавшееся на частные средства. В 1866 году в Москве случилась эпидемия тифа, и на деньги Общей городской думы была организована временная больница, позже ставшая постоянной и получившая название Второй городской.
В 1867 году Общая городская дума изменила порядок составления городских смет и их классификацию. Порядок просуществовал до 1872 года, когда вступило в силу Городовое положение 1870 года.
По инициативе Общей городской думы было создано звание «Почётный гражданин города Москвы». Первым это звание получил городской голова князь А. А. Щербатов.
Так как некоторые вопросы городского управления требовали особого внимания и контроля, при Общей городской думе был создан ряд постоянных комиссий: о городском освещении, училищный комитет, о пользах и нуждах общественных, финансовая. Помимо этого, создавались и временные комиссии под решение конкретных задач: об устройстве Политехнического музея, о постройке дома для Городской думы, об учреждении Общества взаимного страхования в Москве, о постройке Москворецкого и Краснохолмского мостов. По мере решения задач временные комиссии ликвидировались.
Общая городская дума подчинялась Губернскому магистрату (до 1797 года, когда организация была упразднена), а также Губернскому правлению. После начала действия Городового положения 1870 года Общая городская дума стала более самостоятельной от губернских властей.
В 1872 году функции Общей городской думы перешли к Городской думе.